# Etienne Vetö
Etienne Emmanuel Vetö (ur. 28 listopada 1964 w Milwaukee w USA) – francuski duchowny katolicki, biskup pomocniczy Reims od 2023 .

## Życiorys
Święcenia kapłańskie otrzymał 20 września 1997 we wspólnocie Chemin Neuf.
26 czerwca 2023 papież Franciszek mianował go biskupem pomocniczym archidiecezji Reims, ze stolicą tytularną Thérouanne.
9 września 2023 otrzymał święcenia biskupie w Katedrze w Reims. Głównym konsekratorem był arcybiskup Reims, Éric de Moulins-Beaufort, a współkonsekratorami Jean-Marc Aveline, arcybiskup Marsylii i Renato Boccardo, arcybiskup Spoleto-Norcia. 